# British Mountaineering Council
British Mountaineering Council (BMC) (ang. Brytyjska Rada Alpinizmu) – krajowy organ przedstawicielski dla Anglii i Walii, którego działalność dotyczy promowania interesów osób uprawiających różne formy turystyki górskiej, wspinaczki na obiektach naturalnych i sztucznych, alpinizmu oraz narciarstwa wysokogórskiego. W ramach starań o utrzymanie dostępu do terenów wspinaczkowych BMC jest albo właścicielem kilku z nich albo wspomaga ich ochronę środowiskową i dostęp do nich. BMC jest ponadto uznawana przez rząd Wlk. Brytanii za organ krajowy zarządzający wspinaczką sportową. BMC zostało utworzone w 1944, od 1974 jest członkiem UIAA, a od 2017 należy do European Union of Mountaineering Associations (EUMA).

## Historia
Jako organizacja nadrzędna wobec istniejących w Wlk. Brytanii klubów górskich, British Mountaineering Council powstała w 1944 roku z inicjatywy Geoffreya Winthropa Younga, ówczesnego prezesa Alpine Club. Za cel wyznaczono sobie reprezentowanie interesów klubów górskich i wspinaczkowych, a przede wszystkim zapewnienie wspinaczom dostępu do uprawiania wspinaczki w górach, skałkach, a także na klifach w Anglii i Walii. Wraz z utworzeniem BMC przyjęto następujący program jej działalności:
- ochrona terenów wspinaczkowych przed planowaną zabudową,
- udostępnianie chat i schronisk,
- badanie i ocenianie sprzętu wspinaczkowego,
- pomoc w ratownictwie górskim,
- szkolenie instruktorów wspinaczki i kwalifikowanej turystyki górskiej,
- tworzenie komisji regionalnych
- publikacja czasopisma alpinistycznego.

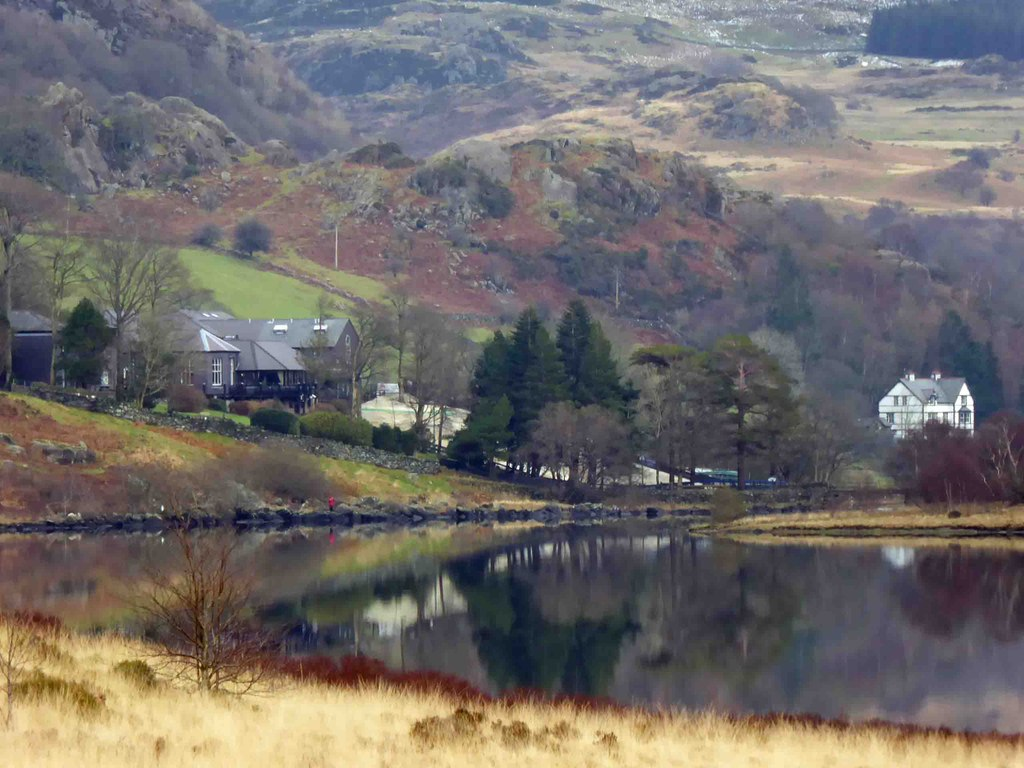
Ośrodek Plas y Brenin nad jeziorem Llynnau Mymbyr

W 1972 r., po tragicznym wypadku w Cairngorm w szkockich Grampianach, w którym w wyniku hipotermii zmarło pięcioro nastolatków i towarzyszący im nauczyciel, BMC rozpoczęła ścisłą współpracę z organizacją szkolącą przewodników górskich (Mountain Leader Training Board, MLTA). Dziś, aby rozpocząć szkolenie na przewodnika górskiego, wymagane jest członkostwo w BMC lub w jej szkockim odpowiedniku – stowarzyszeniu Mountaineering Scotland. W 1997 BMC była jedną z organizacji, które wspólnie utworzyły Mountain Training Trust, organizację (o statusie podobnym do stowarzyszenia wyższej użyteczności publicznej) koordynującą szkolenia w zakresie bezpiecznego uprawiania turystyki kwalifikowanej. Pod auspicjami Mountain Training Trust BMC współkieruje od 1997 ośrodkiem szkoleniowym Plas y Brenin w miejscowości Capel Curig w Snowdonii, renomowanym centrum szkoleniowym dla uprawiających różne formy sportów outdoorowych, ich trenerów i przewodników górskich. Od 2017 roku siedziba BMC znajduje się przy Burton Road w West Didsbury, Manchester. W 2018 roku w głosowaniu osób należących do BMC wybrano Lynn Robinson jako pierwszą kobietę przewodniczącą organizacji.

### Członkowie założyciele
Wśród pierwszych 25 organizacji wspinaczkowych i outdoorowych, które w 1944 utworzyły BMC, były m.in.:
- Alpine Club – najstarszy klub alpinistyczny, założony w 1857, z siedzibą w Londynie,
- The Rucksack Club – założony w 1902, z siedzibą w Manchesterze,
- The Wayfarers’ Club – założony w 1906, z siedzibą w Liverpoolu,
- Ladies’ Alpine Club – pierwszy klub alpinistyczny zrzeszający kobiety, założony w 1907 i połączony w 1975 z Alpine Club,
- Pinnacle Club – klub wspinaczkowy zrzeszający tylko kobiety, założony w 1921,
- The Yorkshire Ramblers’ Club – założony w 1892.

## Organizacja

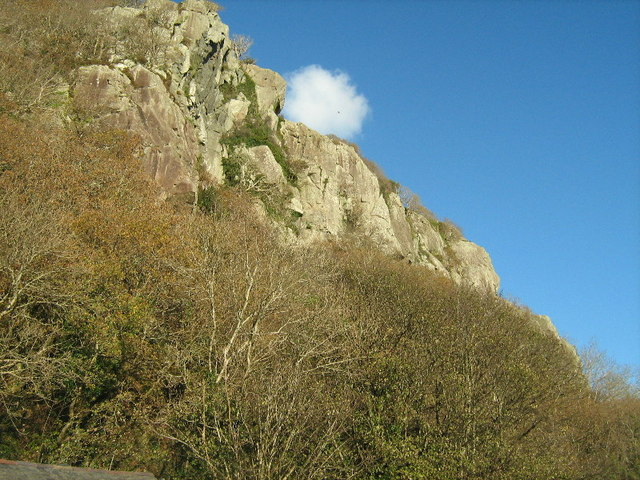
Skałki Craig Bwlch-y-Moch w walijskim hrabstwie Gwynedd będące własnością BMC

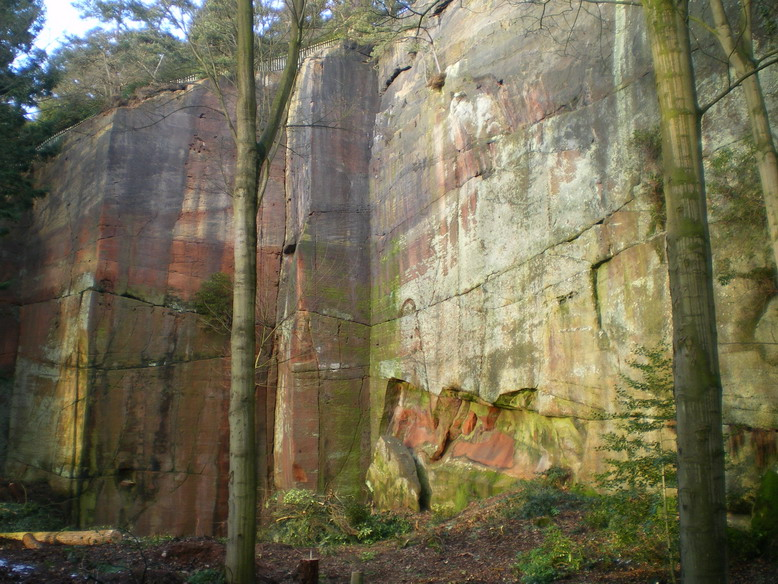
Nieczynny kamieniołom w angielskim hrabstwie Shropshire, o którego optymalny stan do wspinaczki oficjalnie dbają członkowie woluntariusz BMC

BMC jest organizacją członkowską, zrzeszającą w 2012 ponad 75 tys. osób, w tym 51 tys. członków indywidualnych, 24 tys. osób zrzeszonych w klubach i 280 afiliowanych klubów wspierających pracę BMC. W 2019 liczyła ponad 85 tys. członków. W uznaniu zasług dla społeczności alpinistycznej, BMC może przyznać status honorowego członkostwa. Działalność BMC opiera się na pracy komisji skupiających setki woluntariuszy, których działania koordynuje ponad 30 stałych pracowników.
Prace poszczególnych komisji dotyczą takich dziedzin jak dostęp do terenów naturalnych i ich ochrona, ściany wspinaczkowe, schroniska, wspinaczka sportowa, doradztwo sprzętowe, wydawnictwa przewodnikowe i mapy, obiekty dziedzictwa historycznego, alpinizm międzynarodowy, bezpieczeństwo, kursy i szkolenia, powszechność dostępu do sportu. Członkostwo w BMC oferuje dostęp do systemu ubezpieczeń podróżnych i od odpowiedzialności cywilnej, zniżek na sprzęt, doradztwa technicznego i szkoleniowego.
BMC jest wydawcą kwartalnika „Summit”, ukazującego się w lutym, maju, wrześniu i listopadzie, a którego egzemplarz otrzymują pocztą wszyscy indywidualni członkowie. Osoby będące członkami BMC poprzez klub afiliowany otrzymują tylko egzemplarz wydania wiosennego. Nakład waha się zatem od 40 tys. (maj, wrzesień, listopad) do 75 tys. (luty). Za opłatą dostępna jest internetowa wersja magazynu w specjalnej aplikacji, a egzemplarze papierowe można nabyć w wybranych ośrodkach, np. Plas y Brenin. Celem tego wydawnictwa jest publikowanie artykułów interesujących wszystkich wspinaczy, turystów i alpinistów. Często poruszane są w nim tematy, którymi nie zajmują się ogólnodostępne czasopisma.
BMC wydaje także przewodniki wspinaczkowe po Wielkiej Brytanii, przede wszystkim po Peak District i Lancashire. Zarządza ponadto serwisem zwanym „kartą praw wzajemnych” (Reciprocal Rights Card), dzięki któremu osobom należącym do BMC przysługują obniżone stawki w schroniskach alpejskich należących do innych krajowych organizacji alpinistycznych.

## Propozycja zmiany nazwy
Ze względów marketingowych – określenie „climb” uznano za nowocześniejsze i bardziej uniwersalne niż „mountaineering” – British Mountaineering Council ogłosiła w lipcu 2016 zamiar rebrandingu i przyjęcia nazwy „Climb Britain”. Jednakże dwa miesiące później, w następstwie ostrej reakcji ze strony członków oraz późniejszych konsultacji i debat internetowych, wycofała się z idei zmiany nazwy. Od ok. 2017 zmniejszyła się dynamika przyrostu liczby członków, kontrowersje budzi także inwestycyjna i finansowa polityką zarządu BMC, usiłująca sprostać oczekiwaniom zarówno turystów na łatwo dostępnych szlakach górskich, jak i wspinaczy na sztucznych ściankach.